# أولاد رحو امحند (أفسو)
أولاد رحو امحند هي إحدى مشيخات المملكة المغربية، تتبع جغرافيا لإقليم الناظور وإداريًا لأفسو. يقدر عدد سكانها بـ 765 نسمة حسب الإحصاء الرسمي للسكان والسكنى لسنة 2004.